# Hawker Sea Hawk
Le Hawker Sea Hawk était un avion de chasse monoplace britannique qui était embarqué sur les porte-avions de la Royal Navy. Développé par Hawker Aircraft Limited, la majorité des 547 exemplaires construits sortirent des usines Armstrong Whitworth. Première réalisation de Sydney Camm dans le domaine de l’aviation a réaction, le Sea Hawk resta en service jusqu’en 1983, ce qui en fait le dernier avion de combat à réaction à aile droite utilisé opérationnellement. Ce chasseur, conçu à l’origine pour la RAF, a également constitué une étape importante dans le développement du Hawker Hunter.

## Origine et développement

### Projet P.1035
Quand le prototype du F.2/43 Fury effectua son premier vol le 1er septembre 1944 le bureau d’études de la firme Hawker Aircraft Limited estima qu’il était temps de s’intéresser à l’utilisation des réacteurs. Procédant de façon prudente, Sydney Camm choisit de dessiner un premier projet à partir du Fury. Le réacteur Rolls-Royce Derwent, développant 1 585 kgp, étant à l’évidence insuffisant pour propulser une machine de la taille du Fury, le choix se porta rapidement sur le nouveau réacteur en cours de développement chez Rolls-Royce, le B.41, qui allait devenir le Rolls-Royce Nene. Dans un premier temps on supprima le moteur à piston du P.1026 Fury, la pointe avant étant redessinée pour installer le poste de pilotage le plus en avant possible, tandis que le réacteur était installé au centre du fuselage, avec prises d’air latérales et échappement des gaz sous l’empennage. Une première ébauche fut présentée en novembre 1944 à l’Air Ministry sous la désignation P.1035.

### Projet P.1040
Un mois plus tard le P.1035 avait été remplacé par le P.1040 sur lequel la conduite d’éjection des gaz devait se diviser en deux, l’éjection se faisant au niveau de l’emplanture du bord de fuite. Cette nouvelle disposition entraînait un épaississement de la voilure au niveau de l’emplanture, ce qui permettait de reporter les prises d’air au niveau du bord d’attaque, et dégageait un volume considérable pour les réservoirs de carburant dans le fuselage, de part et d’autre du réacteur. On pouvait donc adopter sans crainte un profil mince dans la partie externe de la voilure. La voilure elliptique du Fury était également abandonnée au profit d’une aile trapézoïdale en plan, de construction plus aisée, le stabilisateur était relevé pour être dégagé du flux des réacteurs et, pour la première fois dans son histoire, Hawker faisait usage d’un train d’atterrissage avec roulette avant. Le futur appareil était prévu pour recevoir 4 canons de 20 mm Hispano Mk.5.
Début 1945 la guerre avait pris un cours inévitable en Europe. Disposant des Gloster Meteor et de Havilland Vampire, la RAF n'accordait qu’un intérêt marginal au P.1040, tandis que la Royal Navy était déjà très impliquée dans le développement du Supermarine Attacker. Quant au motoriste Rolls-Royce, il exprimait des doutes sur la fiabilité des flux divergents. Sydney Camm n’entendait pourtant pas en rester là, et après un important travail de soufflerie, la construction d’un prototype P.1040 fut décidée en octobre 1945.
Le fait est que ce programme était vital pour la survie de l’entreprise, qui venait d'enregistrer l'annulation de commandes portant sur 300 Fury et 1 300 Tempest.

### Projet P.1046
Alors que les politiques semblaient peu enclins à continuer à financer des programmes expérimentaux, la Royal Air Force, impressionnée par les records de vitesse du Meteor Mk.IV, estima qu’elle disposait avec ce biréacteur d’une confortable suprématie. Elle confirma donc officiellement son désintérêt pour le P.1040. Il ne restait qu'une possibilité pour Sydney Camm : Une version navale du futur appareil désignée P.1046 fut rapidement dessinée et soumise à l’Amirauté en janvier 1946. La marine britannique fut séduite par le rayon d’action et les performances annoncées du projet. Elle autorisa donc la construction de trois prototypes et d’une cellule d’essais statiques, les deux derniers devant répondre aux exigences du cahier des charges N.7/46 émis en mai 1946.
Fort de ce contrat, Sydney Camm allait orienter ses efforts et l’action de son bureau d’études dans deux directions : Tout faire pour que son premier chasseur à réaction soit adopté par la Royal Navy et l’utiliser comme base de développement d‘un appareil plus évolué pouvant intéresser la RAF. Il y parviendra puisque les prototypes P.1052 (en), P.1072 et P.1081 (en), dérivés du P.1040, aboutiront au Hawker Hunter.

## Les prototypes

### Un Hawker P.1040
Le premier prototype (VP401) effectua son premier vol le 2 septembre 1947 piloté par Bill Humble à Boscombe Down, la piste en herbe de l'usine Hawker de Langley étant jugée inadaptée pour un avion à réaction. Construit sur des fonds privés, cet appareil ne possédait ni armement ni équipement naval. Trois jours après son premier vol le prototype fut transféré à Farnborough. Rapidement les protections thermiques rectangulaires prolongeant le fuselage en arrière de la tuyère furent remplacées par des protections profilées plus classiques. Après avoir remporté en 1949 la course de vitesse avec handicap organisée par le SBAC aux mains du Sqdn Ldr Wimpey Wade devant un de Havilland Vampire 3 et le de Havilland DH 108, le VP401 fut mis à la disposition du constructeur.

### Le Hawker P.1072
En 1946, la firme Armstrong Siddeley entreprit sous contrat du Ministry of Supply (en) l'étude d'un moteur-fusée à ergols liquides destiné à procurer une poussée additionnelle aux avions de combat. Pour tester ce projet, il fut décidé de monter ce moteur-fusée, baptisé Snarler, sur le prototype P.1040, dont la disposition des tuyères facilitait l'installation à l'arrière du fuselage. La structure de l'appareil fut renforcée, les réservoirs de carburant réduits de 1 520 à 675 litres, un réservoir d'oxygène liquide de 288 litres monté dans le fuselage avant et un réservoir de mélange eau-méthanol de 460 litres monté à l'arrière. Un carénage ventral fut ajouté pour couvrir le circuit d'alimentation du moteur-fusée, monté sous l'empennage, et le turboréacteur d'origine du P.1040 remplacé par un Nene 103 pour assurer le décollage et la montée en palier.
Développant 8 900 kgp, le Snarler fut allumé pour la première fois en vol le 20 novembre 1950, faisant du P.1072 le premier avion britannique équipé d'un moteur-fusée et le premier bimoteur dessiné par Sydney Camm. Durant le sixième essai en vol, une explosion endommagea légèrement le prototype. Les essais en restèrent là, le gouvernement britannique décidant peu après de préférer l'utilisation de la postcombustion, plus simple, pour augmenter les performances des moteurs existants.

### Deux Hawker N.7/46
Le P.1040 fut suivi d’une cellule d’essais statiques (VP407), mais il fallut attendre le 3 septembre 1948 pour que le premier prototype répondant à la spécification N.7/46 (VP413) prenne l’air. Cette machine disposait donc d’un armement complet, d’une voilure repliable et d’équipements marins (attaches de catapulte et crosse d’appontage). Les premiers essais d’appontage sur un pont fictif eurent lieu à Boscombe Down puis en avril 1949 une campagne d’essais embarqués fut réalisée à bord du porte-avion HMS Illustrious. Ces essais révélèrent que le prototype manquait légèrement de stabilité à basse vitesse, ce qui incitait les pilotes à effectuer une approche avec une légère assiette négative pour conserver un peu de vitesse. Mais la crosse d’appontage étant relativement courte les brins d’arrêt n’étaient pas toujours accrochés. La crosse fut donc allongée de 76 cm et en novembre 1949 une seconde campagne d’appontage fut marquée par 25 touchers réussis.
Le dernier prototype (VP422) prit l’air le 17 octobre 1949. Il répondait à la définition de série, avec une voilure allongée, une crosse allongée et renforcée, la possibilité de décoller avec l’assistance de moteur-fusée d’appoint et des points humides sous voilure pour emporter des réservoirs supplémentaires largables. Ce prototype fut utilisé avec un de Havilland Vampire Mk.21 pour tester à Farnborough l’utilisation de ponts d’envol souples dispensant les avions embarqués de disposer d’un train d’atterrissage. Le chasseur était catapulté train rentré et se posait train rentré sur un pont en caoutchouc. Ce programme donna de bons résultats mais fut abandonné en 1950, l’apparition de réacteurs plus puissants rendant ce projet inutile.

## Production
Le 22 novembre 1949 fut signée une commande portant sur 151 intercepteurs navals baptisés Sea Hawk. La production de ces appareils s’organisa assez lentement à l’usine Hawker de Kingston, un certain nombre d’équipements restant à mettre au point avec les prototypes, mais le déclenchement de la guerre de Corée puis la chute du gouvernement travailliste en Grande-Bretagne allait entrainer une accélération du programme. Hawker bénéficiant de priorités pour deux programmes, le Sea Hawk et le Hunter, il apparut vite nécessaire de transférer dans une autre usine du groupe Hawker Siddeley la production du Sea Hawk. Sir W.G. Armstrong Whitworth Aircraft Ltd, qui venait d’essuyer un échec avec l’avion commercial Apollo, fut choisi. 35 Sea Hawk F. Mk.1 seulement sortirent de l’usine de Kingston avant transfert de la production à Baginton (Coventry). Parmi ces appareils un certain nombrent participèrent au programme d’essais : La tête de série (WF143) prit l’air le 14 novembre 1951 avec une voilure portée à 12 m en envergure et des surfaces d’empennage agrandies. Il servit à des essais de stabilité, les prototypes ayant révélé des problèmes de contrôle latéral au-delà de 740 km/h dus à des vibrations des ailerons. Un système de commande assistée fut testé avec le WF147, qui devint prototype de la version Mk. 2. Les WF144 et WF145 (1er vol le 21 février et le 18 mars 1952) servirent à des essais embarqués à bord du porte-avion HMS Eagle, le WF148 fut transféré au Canada pour essais de temps froids. Utilisé pour des essais de tir à l'A & AEE, le WF149 fut victime d’un accident spectaculaire à Boscombe Down, ses ailes se repliant au décollage en raison d’un verrou défectueux. Le WF157 servit de prototype au Sea Hawk F.B.3 en étant équipé de points sous voilure pour deux bombes de 500 livres. Enfin c’est durant la production des premiers exemplaires par Hawker à Kingston qu’un carénage profilé fit son apparition au bord d’attaque de la dérive au niveau de l’emplanture du stabilisateur.

### Sea Hawk F.1
Aux 35 appareils produits par Hawker Aircraft Ltd (WF143/161, WF167/177 et WM901/905) devaient s'ajouter 60 exemplaires produits à Coventry (WF162/166, WF178/192, WF196/235), le premier prenant l'air fin 1953. Soit 95 Sea Hawk F. Mk.1, mis en service par le No 806 Sqdn en mars 1953.

### Sea Hawk F.2
Le premier Sea Hawk disposant de servocommandes prit l’air à Bitteswell le 24 février 1954. 40 exemplaires furent construits (WF240/279).

### Sea Hawk F.B.3
Principale version de l’appareil, ce chasseur-bombardier disposait de commandes assistées avec renvoi d’effort permettant au pilote de bien sentir ses commandes. Mais surtout la voilure était renforcée, disposant de quatre points d’emport sous voilure. Le premier F.B.3 (WF280) prit l’air le 13 mars 1954 et fut affecté aux essais de charges externes à Bitteswell et Boscombe Down. Cet appareil pouvait théoriquement emporter deux bombes de 500 livres et deux réservoirs largables de 88 gallons, cinq bombes de 500 livres ou 20 roquettes de 76 mm avec tête explosive de 27 kg. Il fit cependant l’objet de limitations en opérations, en particulier en raison de manque de temps pour former les pilotes, qui effectuaient des rotations en Asie à un rythme élevé, et l’utilisation des quatre points externes ne fut jamais autorisé en service sur le Mk.3, pas plus que l’emploi des fusées auxiliaires de décollage. Des essais effectués à Boscombe Down avec le WM914 (puis un Mk.6, le XE369) portant sous voilure une caméra F-95 montée à l’avant d’un classique bidon de 88 gallons permit de mettre au point une fonction secondaire d’avion de reconnaissance tactique. 116 exemplaires construits (WF280/289, WF293/303, WM906/945, WM960/999, WN105/119).

### Sea Hawk F.G.A.4
Modèle optimisé pour les missions d’attaque au sol (Fighter, Ground Attack) et autorisé à l’utilisation des quatre points sous voilure, bien que les performances s’en ressentent. 97 exemplaires construits (WV792/807, WV824/871, WV902/922, XE327/338), le premier (WV792) prenant l’air le 26 août 1954.

### Sea Hawk F.B.5
Le Sea Hawk devenait incontrôlable au-delà de Mach 0,84 et le WV825 fut doté expérimentalement de commandes d’empennage assistées. Les résultats ne furent pas probants et l’idée abandonnée (officiellement pour des raisons de réductions budgétaires à la suite de la fin de la crise de Corée). Le principal problème du Sea Hawk résidait en fait dans sa motorisation : Le réacteur Nene 101, avec ses 2 268 kgp, n’avait pas une puissance suffisante pour tirer un parti optimum de la cellule. Or le gouvernement britannique ayant retiré son soutien au programme Rolls-Royce Tay (en) en 1950, il ne restait que le Nene dans la catégorie des réacteurs centrifuges. En limitant les couts de développement, Rolls-Royce proposa en 1954 le Nene 103, dont la puissance était poussée à 2 350 kgp. Une solution intermédiaire immédiatement approuvée par l’Amirauté, qui demanda la remotorisation des Sea Hawk Mk 3 et Mk 4 avec ce réacteur.
50 F.B.3 furent donc remotorisés avec des Nene 103, mais aucun Mk.5 neuf ne fut commandé. L’augmentation de puissance ne modifiait pas les performances maximales, mais assuraient une meilleure tenue de l’avion à basse vitesse comme au décollage.

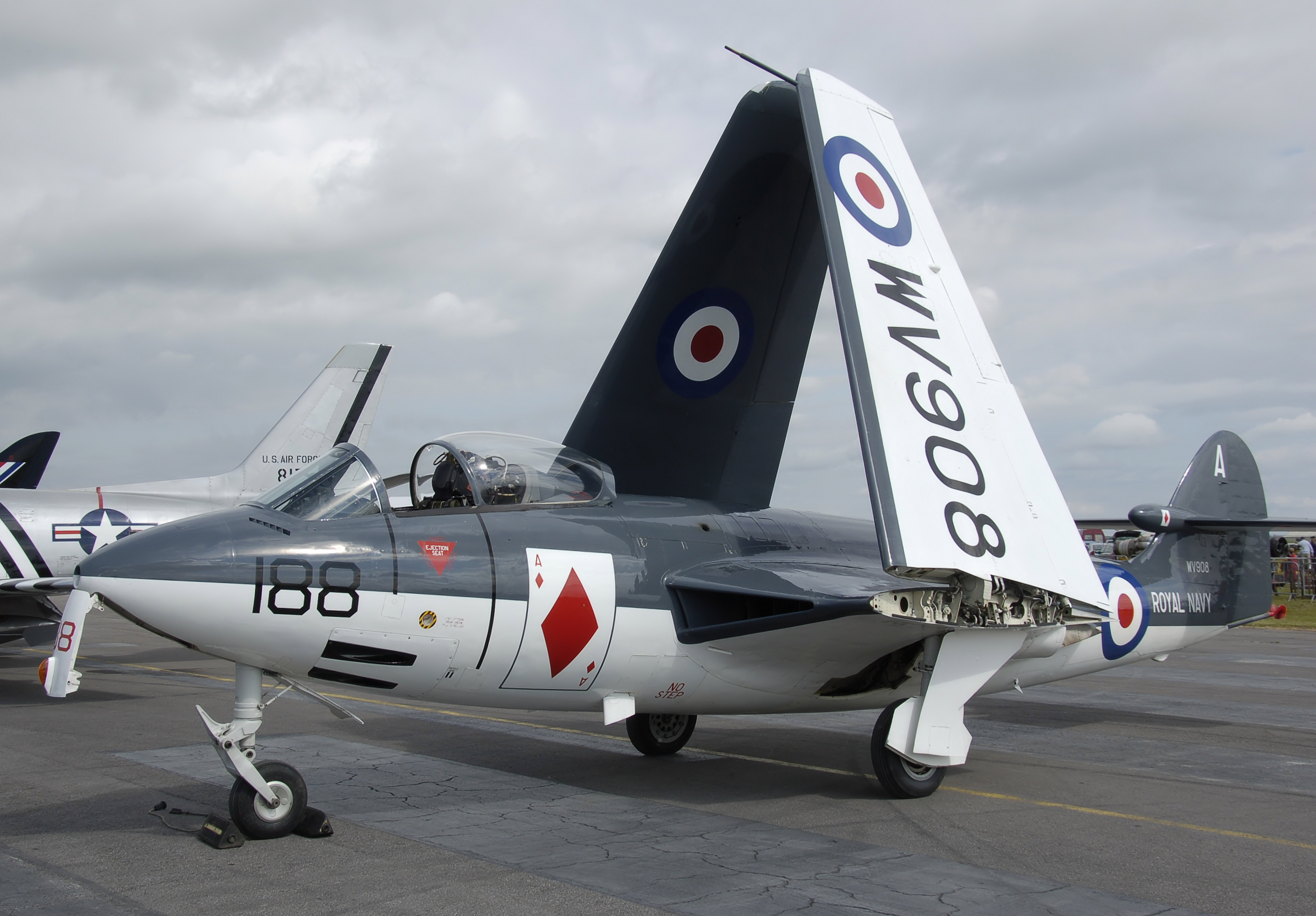
Le seul Sea Hawk conservé en état de vol.
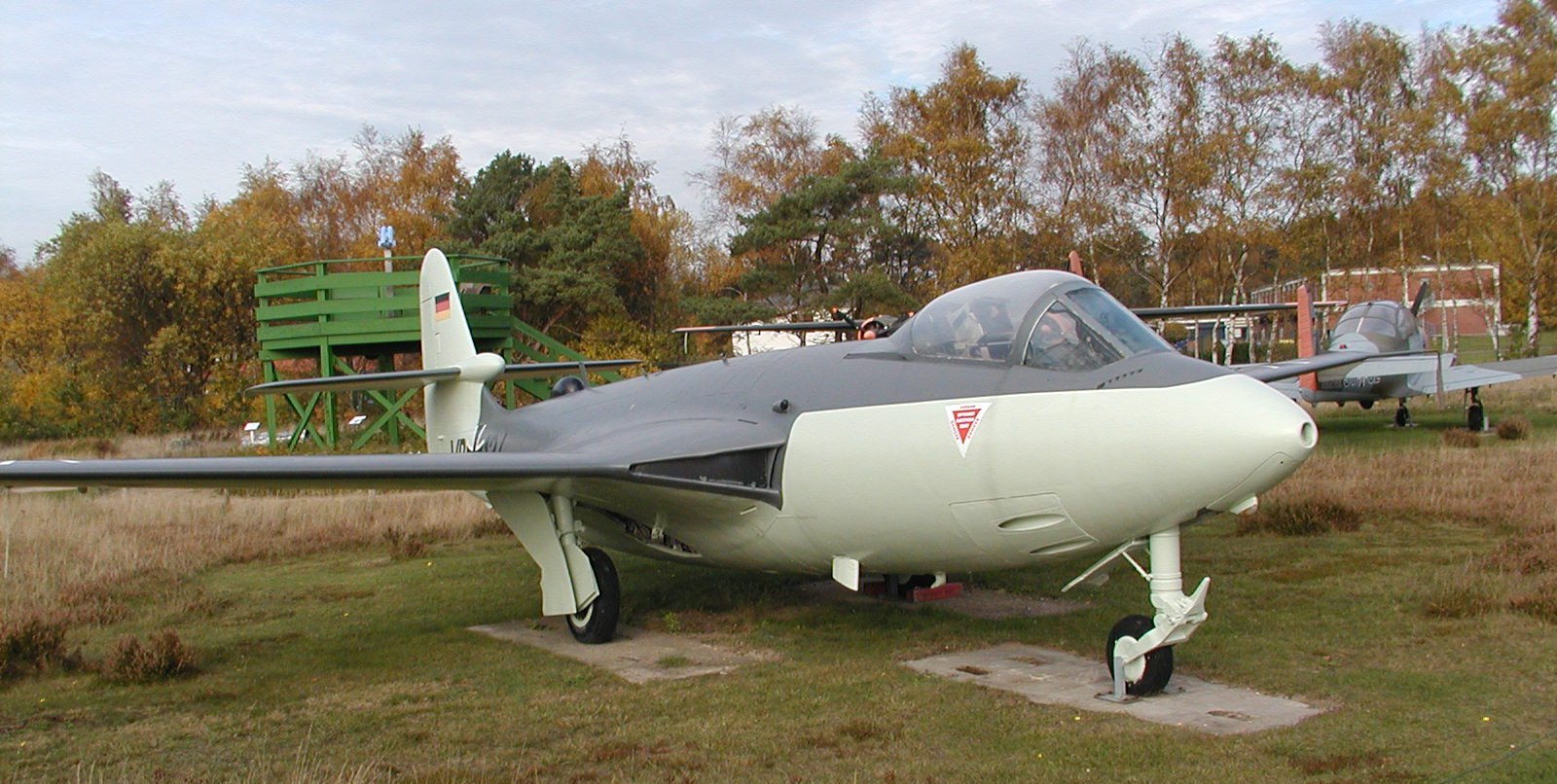
Sea Hawk Mk.100 du Marineflieger ouest-allemand.
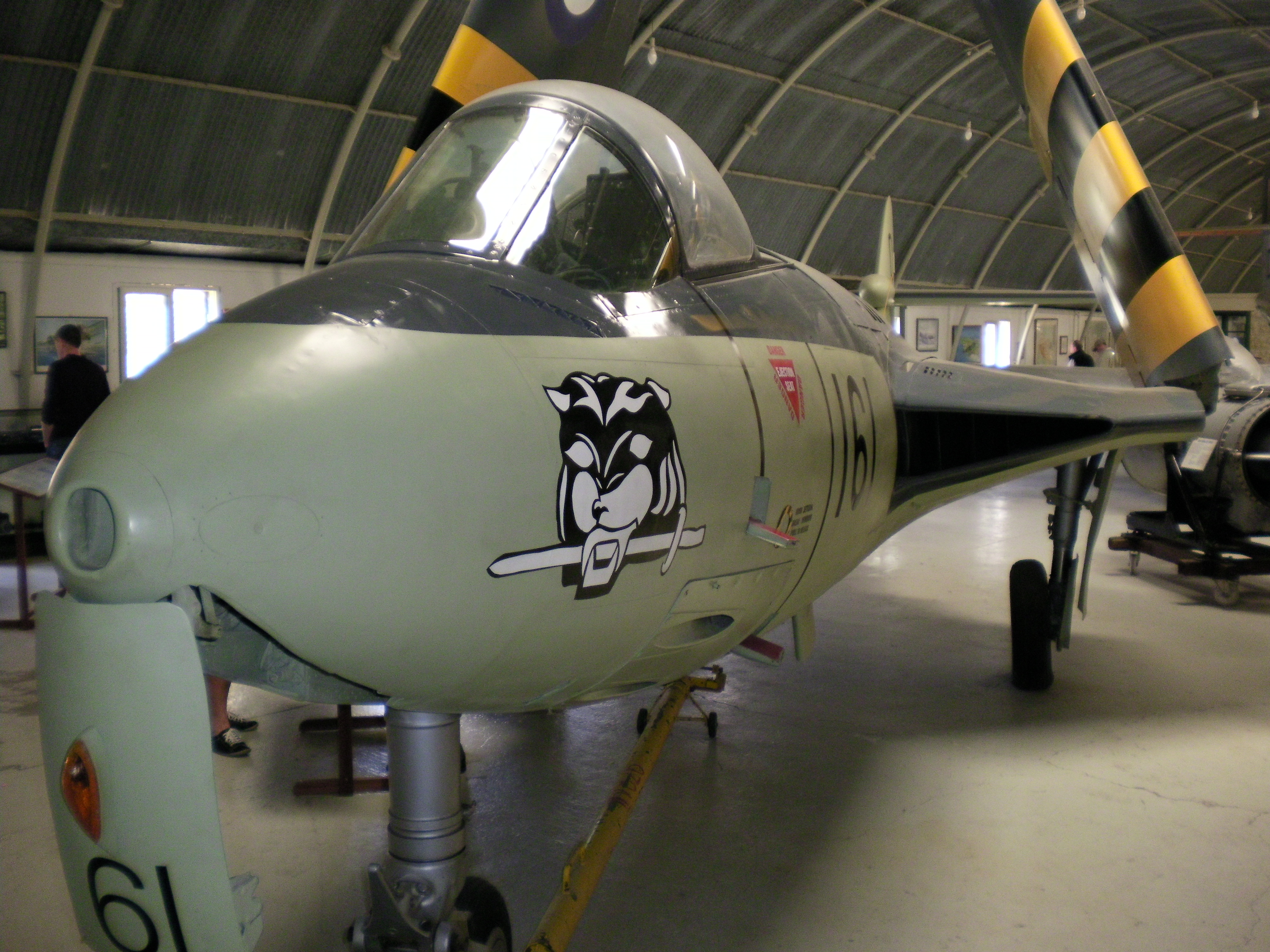
Sea Hawk FGA.4 du No.804 Sqdn.

### Sea Hawk F.G.A.6
Contrairement aux F.B.3/F.B.5, 14 F.G.A.4 seulement furent remotorisés avec un réacteur Nene 103, mais 86 nouveaux appareils furent commandés en 1955 (XE339/344, XE362/411, XE435/463, XE490). Les livraisons s’achevèrent un an plus tard. Les derniers Sea Hawk à sortir d’usine furent 14 FGA.6 construits en 1961 pour la marine indienne.

### Sea Hawk Mk.50
22 appareils commandés en 1956 par les Pays-Bas. Similaires extérieurement aux F.G.A.6 de la Fleet Air Arm, ils se distinguaient par l’utilisation d’une radio UHF Philips identifiable à une antenne large située à l’arrière du fuselage. Ces appareils furent par la suite modifiés pour recevoir sous voilure des missiles air-air Philco Sidewinder IA à guidage infrarouge.

### Sea Hawk Mk.100
Chasseur-bombardier de jour destiné à la Marine allemande. 32 exemplaires construits.

### Sea Hawk Mk.101
Chasseur de jour à capacité tout-temps limitée destiné à la Marine allemande. 32 exemplaires construits.

## En service

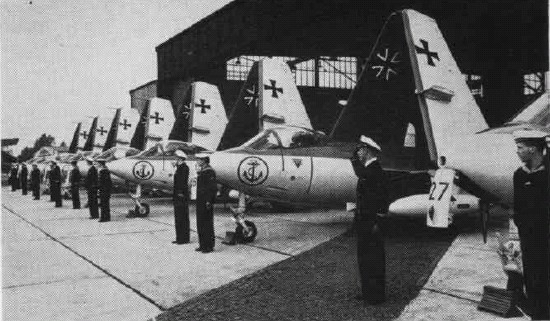
Réception des premiers Hawker Sea Hawk du MFG-1 de la Marineflieger sur la base aérienne de Schleswig-Jagel en août 1958.

- Allemagne de l'Ouest : Six mois après l’arrêt de la production à Coventry, l'Allemagne de l'Ouest commanda en 1954 un lot de 64 Sea Hawk pour équiper son aviation navale, bien que ne disposant d’aucun porte-avion. La marine allemande souhaitait disposer à parts égales d’un chasseur-bombardier de jour (Mk.100) et d’un chasseur ayant des capacités d’interception par mauvais temps (Mk.101), ces derniers se caractérisant par l’emport d’un radar Ekco monté en pod sur le point intérieur droit (Profile). Les deux versions se distinguaient des autres Sea Hawk par un accroissement de la surface d’empennage vertical, la dérive étant plus haute de 38 cm. Réceptionné en 1958, ils équipent deux escadrons. Un avion fut endommagé par des MiG-21 soviétiques lors d'un incident de frontière le 18 août 1962 et dû être réformé[5]. Les derniers appareils allemands furent réformés en 1965, remplacés par des Lockheed F-104 Starfighter. Les 28 exemplaires encore en service furent alors cédés à l’Inde[6].
- Australie : Après avoir envisagé l’achat du Sea Hawk, la Royal Australian Navy se tourna vers les productions américaines mais quelques Sea Hawk déclassés par la Fleet Air Arm furent finalement transférés à l’Australie et utilisés sur le porte-avion HMAS Sydney.
- Canada : Durant la phase de développement de l’appareil un certain nombre de pilotes canadiens testèrent le Sea Hawk, et quelques exemplaires furent vendus à la Marine royale canadienne qui préféra finalement acheter des appareils américains.

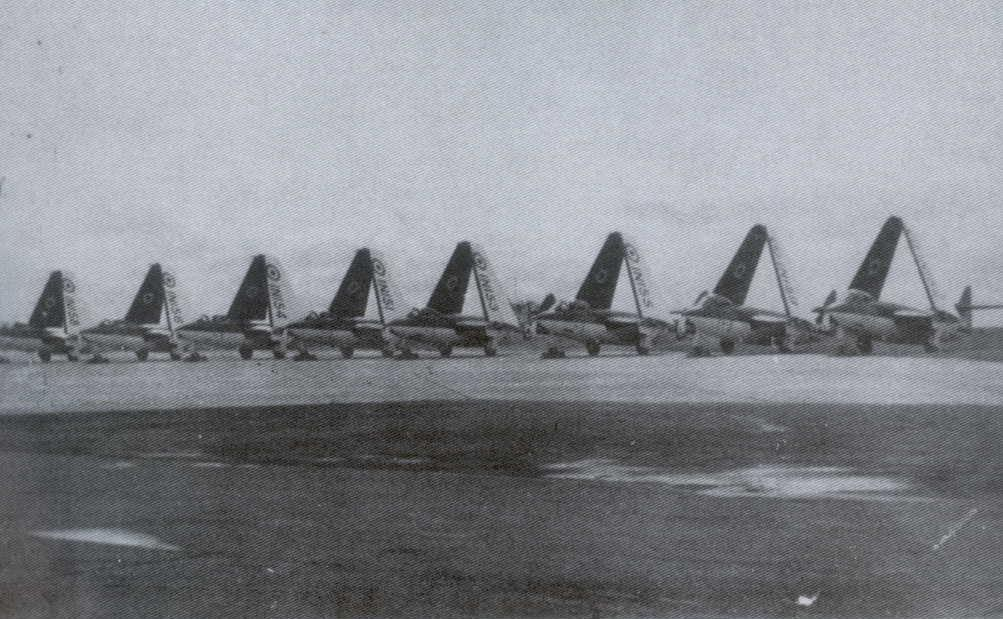
Des Sea Hawk indiens lors de la Troisième guerre indo-pakistanaise en 1971.

- Inde : Neuf F.B.3 déclassés par la Royal Navy furent reconditionnés, convertis en FGA.6 par Armstrong Whitworth et livrés à la Marine Indienne en 1960, suivis l’année suivante par quatorze FGA.6 neufs. 22 FGA.4 et FGA.6 déclassés par la Fleet Air Arm puis 28 Mk.100/101 achetés en 1965 aux surplus du Marineflieger[3] complèteront la dotation indienne ou remplaceront les appareils accidentés. La marine indienne fut la dernière à utiliser le Sea Hawk, ne retirant cet appareil de service qu’en mai 1983[6] au profit de Sea Harrier. Cet appareil participa donc aux conflits indo-pakistanais de 1965 et de 1971. Malgré une machine en panne le porte-avions INS Vikrant fut positionné au large de Chittagong et, le 4 décembre 1971, les Sea Hawk lancèrent une série d’attaques sur Cox's Bazar, Chittagong dont l’aéroport fut rendu hors d’usage, et les installations côtières avoisinantes. Dans les jours qui suivirent, opérant en coopération avec les Breguet Alizé, les Sea Hawk devaient détruire une douzaine de canonnières de la marine pakistanaise et de navires marchands[7].

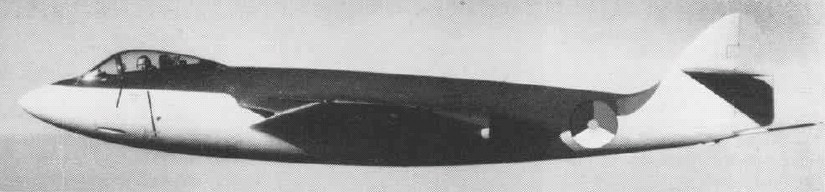
Un Sea Hawk aux couleurs de l'Aéronautique navale néerlandaise. Photo retouchée prise en 1958

- Pays-Bas : 22 Mk.50 furent commandés en 1956, financés par l’OTAN. Mis en service en 1957, ils furent affectés aux escadrons 860 et 3 de l'Aéronautique navale néerlandaise. Embarqués sur le porte-avions HNLMS Karel Doorman, ces appareils participèrent aux opérations de décolonisation de la Nouvelle-Guinée néerlandaise au large de l’Indonésie. Après la vente du porte-avion néerlandais à l’Argentine les Sea Hawk furent brièvement stationnés à terre puis réformés, le dernier exemplaire étant retiré le 23 octobre 1964[3].
- Royaume-Uni : En mars 1953 le No 806 Sqdn de la Fleet Air Arm basé à Brawdy (Pembrokeshire) prit en charge neuf Sea hawk F. Mk.1, avant d’embarquer quelques mois plus tard sur le porte-avions HMS Eagle. Courant 1953 furent également équipés les No 804 et No 898 Sqdn. En 1954 le No 806 Sqdn abandonna ses F. Mk.1 pour des F. Mk.2. Le FB.3 fut utilisé par les No 800, 801, 806, 897 et 898 Sqdn, ainsi que la section de reconnaissance tactique du No 700 Sqdn de RNAS Ford et les formations d’entrainement suivantes : No 736, 738, 764, 767 et 787 Sqdn. Mis en service en 1954 le FGA.4 équipa les No 803, 804, 810, 897 et 898 Sqdn. En 1954 une partie de la flotte des No 800, 801 et 806 Sqdn fut modernisée avec l’arrivée des F.B.5. tandis qu’en 1956 les No 800, 802, 804, 897, 898 et 899 Sqdn étaient majoritairement équipés de FGA.6.

Chypre se trouvant trop éloignée pour permettre à la Royal Air Force d’intervenir, ce sont les Sea Hawk FB.3 et surtout FGA.6 des No 800, 802, 804, 810, 897 et 899 Sqdn, embarqués à bord des porte-avions auxiliaires HMS Albion (en), HMS Bulwark (2 escadrons par porte-avions) et du porte-avions d’escadre HMS Eagle (R05) (24 appareils dans 4 escadrons), qui devaient fournir l’essentiel de l’appui tactique britannique durant la campagne de Suez (opération Mousquetaire) qui débuta le 31 octobre 1956. Certains appareils rentrèrent avec de sévères dommages causés par l’artillerie anti-aérienne égyptienne, deux appareils étant même abattus, mais l’avion se comporta honorablement, alors que les biréacteurs de Havilland Sea Vixen et Supermarine Scimitar dotés de réacteurs à flux axial se préparaient à prendre la relève.
En 1957 le meeting de Farnborough fut pour le No 738 Naval Training Squadron l’occasion de présenter une patrouille acrobatique de 5 Sea Hawk peints en rouge vif. Le remplacement de ces appareils en première ligne débuta dès 1958, les premiers Supermarine Scimitar commençant à prendre la relève et en 1960 le Sea Hawk était relégué aux missions d’entrainement et de calibration radar. Le dernier Sea Hawk de la Fleet Air Arm fut réformé en 1969.

## Accidents et incidents mortels
| Date              | Lieu              | Type             | Numéro de série Immatriculation | Opérateur                                         | Cause                                                                             | Nombre de victimes |
| ----------------- | ----------------- | ---------------- | ------------------------------- | ------------------------------------------------- | --------------------------------------------------------------------------------- | ------------------ |
| 27 juin 1953      | Boscombe Down     | Sea Hawk F.1     | ? (WF149)                       | Aeroplane and Armament Experimental Establishment | Vent fort lors de l'atterrissage.                                                 | 1/1                |
| 27 septembre 1954 | Rhoscranog Cross  | Sea Hawk         | ? (WF2)                         | Royal Air Force                                   | ?                                                                                 | 1/1                |
| 28 septembre 1954 | Eileanach Lodge   | 2 Sea Hawk F.1   | 5960 (WM909) ? (WF223)          | Royal Air Force                                   | Collision en vol de deux Sea Hawk.                                                | 1/1 (WM909)        |
| 12 octobre 1954   | Arthurs Bridge    | Sea Hawk F.1     | ? (WF235)                       | Royal Air Force                                   | Turbulences. S'écrase dans un bois.                                               | 1/1                |
| 26 novembre 1954  | Warburton         | Sea Hawk F.1     | ? (W160)                        | Royal Air Force                                   | Percute le sol.                                                                   | 1/1                |
| 17 août 1955      | Camel             | Sea Hawk FB.5    | 6002 (WM964)                    | Royal Air Force                                   | Collision en vol avec un Canadair Sabre (XB700)                                   | 1/1 + 1            |
| 28 octobre 1955   | Kingstone Gorse   | Sea Hawk FGA.4   | AWA6093 (WV848)                 | Royal Air Force                                   | Panne de moteur.                                                                  | 1/1                |
| 10 janvier 1956   | Glasgow           | Sea Hawk FGA.6   | AW6386 (XE490)                  | Armstrong Whitworth                               | Perte de contrôle lors de l'approche.                                             | 1/1                |
| 16 février 1956   | Golfe d'Aden      | Sea Hawk FGA.4   | AW6293 (XE332)                  | Royal Air Force                                   | Incendie de moteur.                                                               | 1/1                |
| 25 février 1956   | Ford              | Sea Hawk F.1     | ? (WF167)                       | Royal Air Force                                   | Part en vrille lors de l'atterrissage.                                            | 1/1                |
| 26 mars 1956      | Devils Peaks      | 2 Sea Hawk FB.5  | AW6028 (WM990) AW6035 (WM997)   | Royal Air Force                                   | Collision en vol de deux Sea Hawk.                                                | 1/1 1/1            |
| 25 mai 1956       | Brawdy            | Sea Hawk FGA.6   | AW6317 (XE373)                  | Royal Air Force                                   | Problème technique sur un des ailerons.                                           | 1/1                |
| 19 juin 1956      | Lossiemouth       | Sea Hawk FGA.6   | AW6373 (XE452)                  | Royal Air Force                                   | S'écrase dans la mer lors d'un vol d'essai.                                       | 1/1                |
| 28 juillet 1956   | Chanctonbury Ring | Sea Hawk FGA.6   | AW6320 (XE376)                  | Royal Air Force                                   | S'écrase au sol lors de son approche par temps nuageux.                           | 1/1                |
| 10 août 1956      | Elgin             | Sea Hawk FB.3    | ? (WF303)                       | Royal Air Force                                   | ?                                                                                 | 1/1                |
| 16 août 1956      | Mer Méditerranée  | Sea Hawk FB.3    | AWA5971 (WM919)                 | Royal Air Force                                   | Perte de contrôle.                                                                | 1/1                |
| 5 septembre 1956  | Lossiemouth       | Sea Hawk FB.3    | AW6046 (WN113)                  | Royal Air Force                                   | Disparaît lors d'un vol de nuit.                                                  | 1/1                |
| 27 septembre 1956 | North Farm        | Sea Hawk F.1     | ? (WF156)                       | Royal Air Force                                   | Problème technique.                                                               | 1/1                |
| 4 octobre 1956    | Il-Mellieħa       | Sea Hawk FGA.6   | AW6349 (XE405)                  | Royal Air Force                                   | Le pilote s'éjecte mais le siège ne se sépare pas et le parachute ne s'ouvre pas. | 1/1                |
| 2 novembre 1956   | Mer Méditerranée  | Sea Hawk FB.5    | AWA5985 (WM933)                 | Royal Air Force                                   | Le câble de retenue du HMS Bulwark cède.                                          | 1/1                |
| 28 janvier 1957   | Malte             | Sea Hawk FB.3    | AWA6098 (WV853)                 | Royal Air Force                                   | Perte de contrôle lors d'un simulacre de combat aérien.                           | 1/1                |
| 7 mars 1957       | Harrow Hill       | Sea Hawk FB.3    | ? (WF298)                       | Royal Air Force                                   | ?                                                                                 | 1/1                |
| 6 novembre 1957   | Oud-Beijerland    | Sea Hawk FGA.50  | ? (6-53)                        | Aéronautique navale néerlandaise                  | ?                                                                                 | 1/1                |
| 3 février 1958    | Allemagne         | Sea Hawk F.100   | ?                               | Marineflieger                                     | ?                                                                                 | 1/1                |
| 8 décembre 1958   | Ahrenviöl         | Sea Hawk F.100   | AW6659 (VA+226)                 | Marineflieger                                     | Percute une ligne électrique.                                                     | 1/1                |
| 14 janvier 1959   | Lottorf           | Sea Hawk F.100   | AW6664 (VA+231)                 | Marineflieger                                     | S'écrase lors de son approche par temps de neige.                                 | 1/1                |
| 30 septembre 1959 | Noordwijk         | Sea Hawk FGA.50  | ? (6-61)                        | Aéronautique navale néerlandaise                  | S'écrase au décollage.                                                            | 1/1                |
| 22 février 1960   | Owschlag          | Sea Hawk F.100   | AW6655 (VA+222)                 | Marineflieger                                     | Panne de moteur.                                                                  | 1/1                |
| 21 avril 1960     | Mer Baltique      | Sea Hawk F.100   | AW6673 (VB+123)                 | Marineflieger                                     | Percute la mer lors d'un virage.                                                  | 1/1                |
| 14 juin 1961      | Hamdorf           | Sea Hawk F.100   | AW6657 (VA+224)                 | Marineflieger                                     | Percute le sol lors d'un vol à basse altitude.                                    | 1/1                |
| 9 mars 1962       | Mer du Nord       | Sea Hawk FGA.50  | AW6636 (125)                    | Aéronautique navale néerlandaise                  | ?                                                                                 | 1/1                |
| 27 septembre 1962 | Dörpstedt         | 2 Sea Hawk F.100 | AW6678 (VB+128) AW6671 (VB+121) | Marineflieger                                     | 2 Sea Hawk se percutent en vol.                                                   | 1/1 1/1            |
| 12 octobre 1962   | Geltorf           | Sea Hawk F.101   | AW6720 (RB+376)                 | Marineflieger                                     | Perte d'orientation visuelle par mauvais temps.                                   | 1/1                |
| 14 juin 1963      | Buckie            | Sea Hawk F.100   | AW6672 (VB+122)                 | Marineflieger                                     | S'écrase dans la mer.                                                             | 1/1                |
| 17 décembre 1963  | Geltorf           | Sea Hawk F.100   | AW6670 (VB+120)                 | Marineflieger                                     | Perte d'orientation visuelle lors de son approche par mauvais temps.              | 1/1                |
| 18 février 1964   | Manche            | Sea Hawk FGA.6   | AWA6100 (WV855)                 | Airwork FRU                                       | Panne de carburant.                                                               | 1/1                |

## Le Sea Hawk au musée
On trouve un nombre relativement élevé de Sea Hawk dans des musées en Grande-Bretagne bien sur, mais aussi en Allemagne, en Inde, aux Pays-Bas et à Malte. La section historique de la Fleet Air Arm maintient en état de vol un exemplaire.
- WF219 (Sea Hawk F 1), Fleet Air Arm Museum (en), Yeovilton, en Angleterre (Stocké).
- WF225 (Sea Hawk F 2), RNAS Culdrose, en Angleterre (Statique à l'entrée de la base).
- WF259 (Sea Hawk F 2), National Museum of Flight, East Fortune, Écosse (Exposition publique).
- WM913 (Sea Hawk FB 5), Newark Air Museum (en), Newark, Angleterre.
- WM961 (Sea Hawk FB 5), Caernarfon Air World, Caernarfon, Pays de Galles (Exposition publique).
- WM969 (Sea Hawk FB 5), Imperial War Museum, Hangar 3 à Duxford, Angleterre (Exposition publique).
- WM994 (Sea Hawk FB 5), Polar Aviation Museum, Anoka County Airport, Minnesota (ex G-SEAH puis N994WM, cet appareil était à vendre pour 25 000 dollars en 2004). Sort inconnu.
- WN105 (Sea Hawk FB 3), collection privée Graham Revill, Birlingham, Angleterre (Exposition publique). Reconstruit avec des éléments du WF299.
- WN108 (Sea Hawk FB 5), Ulster Aviation Society, Long Kesh, Irlande du Nord (Stocké).
- WV795 (Sea Hawk FGA 6), FAS Ltd, Farnborough, Angleterre (Statut inconnu).
- WV797 (Sea Hawk FGA 6), Midland Air Museum, Coventry, Angleterre (Exposition publique).
- WV798 (Sea Hawk FGA 6), Parkhouse Aviation, Booker, Angleterre (Stocké).
- WV826 (Sea Hawk FGA 4), Musée d'aviation de Malte, Ta'qali, Malte (Exposition publique).
- WV856 (Sea Hawk FGA 6), Fleet Air Arm Museum (en), Yeovilton, Angleterre (Exposition publique).
- WV865 (Sea Hawk FGA 6), Musée de la Luftwaffe (en), Gatow, Allemagne (Exposition publique).
- WV903 (Sea Hawk FGA 4), RNAS Yeovilton, Angleterre (Stocké).
- WV908 (Sea Hawk FGA 6), Royal Navy Historic Flight, Yeovilton, Angleterre. Appareil maintenu en état de vol et présenté régulièrement en meeting.
- WV911 (Sea Hawk FGA 6), Fleet Air Arm Museum (en), Yeovilton, en Angleterre (Stocké).
- XE327 (Sea Hawk FGA 6), Musée aéronautique de Hermeskeil, Allemagne (Exposition statique).
- XE339 (Sea Hawk FGA 6), RNAS Yeovilton, Angleterre (Stocké).
- XE340 (Sea Hawk FGA 6), Fleet Air Arm Museum (en), Yeovilton, en Angleterre (Stocké).
- XE489 (Sea Hawk FGA 6), Gatwick Air Museum, Charlwood, Angleterre (Exposition publique comme XE364/G-JETH).
- XE368 (Sea Hawk FGA 6), Phoenix Aviation, Bruntingthorpe, Angleterre (Stocké).
- 118 (Sea Hawk Mk 50), De Kooy, Pays-Bas (Exposition statique dans la base aéronavale).
- 130 (Sea Hawk Mk 50), Militaire Luchtvaart Museum (nl), Kamp Zeist, Pays-Bas (Exposition publique).
- 131 (Sea Hawk Mk 50), Musée aéronautique de Soesterberg (en), Soesterberg, Pays-Bas (Exposition publique).
- 6667 (Sea Hawk Mk 100), Nordholz, Allemagne (Exposition statique sur la base aéronavale).
- 6686 (Sea Hawk Mk 101), Musée international de la locomotion aérienne, Villingen-Schwenningen, Allemagne (Exposition publique comme MS+001).
- 6707 (Sea Hawk Mk 101), Eggebeck, Schleswig-Holstein, Allemagne (Exposition statique sur la base aéronavale comme RB+363)
- IN172 (Sea Hawk Mk 100), Pallady, Cochin, Inde (Exposition publique).
- IN174 (Sea Hawk Mk 100), Trivandrum, Kerala, Inde (Exposition à la porte de la base).
- IN188 (Sea Hawk Mk 100), Bombay, Inde (Exposition statique dans le hangar du porte-avions INS Vikrant, converti en musée).
- IN235 (Sea Hawk Mk 100), Institut Indien de Technologie, Adyar, Chennai, Inde (Stocké).
- IN238 (Sea Hawk Mk 100), Aeronauticum Nordholz, Allemagne (Statut inconnu).
- IN240 (Sea Hawk Mk 101), Musée de la victoire navale, Vishakapatnam, Inde (Exposition publique en pylone).
- IN244 (Sea Hawk Mk 101), Dabolim, Marmagoa, Inde (Exposition statique à l'entrée de la base aéronavale).
- IN246 (Sea Hawk Mk 101), Bombay, Inde (Exposition statique sur le pont du porte-avions INS Vikrant, converti en musée).
- IN252 (Sea Hawk Mk 101), Institut de technologie de Madras, Chromepet Chennai, Inde (Stocké).
- Un Mk 101 non identifié se trouve également exposé sur le terrain manœuvres de l'Académie Nationale de Défense indienne de Khadakvasla, Pune, Inde.

## voir aussi

### Développement lié
- Hawker P.1072

### Aéronefs comparables
- de Havilland Vampire
- F-84 Thunderjet
- F2H Banshee
- F9F Panther
- Gloster Meteor
- MiG-15
- Supermarine Attacker
- Dassault Ouragan